# Oryzomys couesi
Espèce
Statut de conservation UICN

 LC  : Préoccupation mineure
Oryzomys couesi est une espèce de rongeurs vivant en Amérique du Nord, en Amérique centrale et au nord de l'Amérique du Sud.

## Répartition

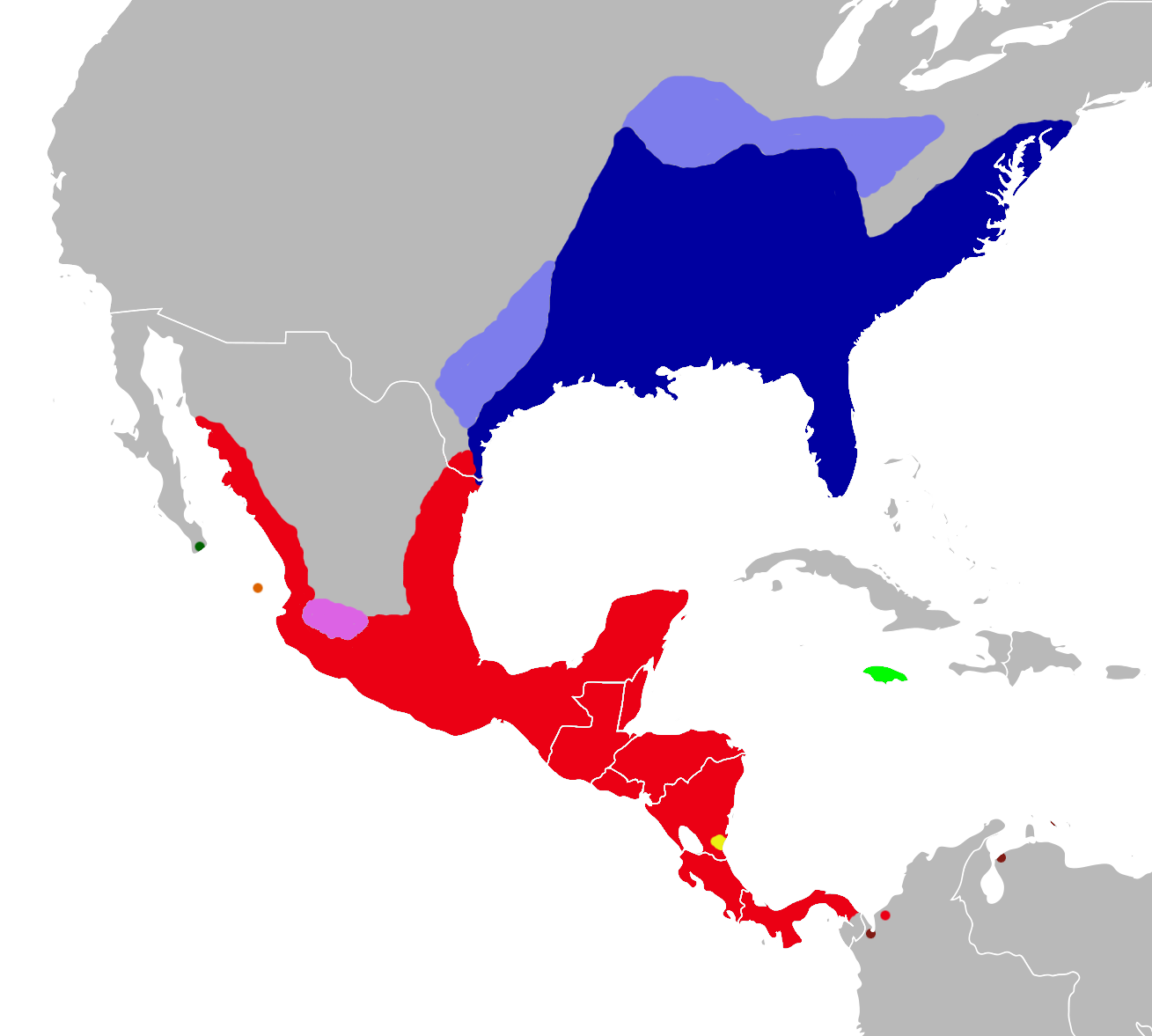
Oryzomys couesi

- Oryzomys couesi